# Вернер Альбрехт
Вернер Альбрехт (нім. Werner Albrecht; 21 травня 1889, Ашерслебен — 21 серпня 1916, Північне море) — німецький офіцер-підводник, оберлейтенант-цур-зее кайзерліхмаріне.

## Біографія
1 квітня 1908 року вступив на флот. Учасник Першої світової війни. З 27 червня 1916 року — командир підводного човна SM UC-10. 21 серпня 1916 року човен був потоплений торпедою британського підводного човна HMS E54. Всі 18 членів екіпажу загинули.
Всього за час бойових дій потопив 3 кораблі загальною водотоннажністю 1968 тонн.
| Дата           | Назва корабля                       | Тип              | Тоннаж | Вантаж             | Загиблі | Країна             |
| -------------- | ----------------------------------- | ---------------- | ------ | ------------------ | ------- | ------------------ |
| 20 серпня 1916 | Dragoon                             | Рибальське судно | 30     |                    | 0       | Британська імперія |
| 3 вересня 1916 | Rievaulx Abbey (підірвався на міні) | Пароплав         | 1,166  | Генеральні вантажі | 2       | Британська імперія |
| 11 грудня 1916 | Nora (підірвався на міні)           | Пароплав         | 772    | Деревина           | 4       | Данія              |

## Звання
- Морський кадет (1 квітня 1908)
- Фенріх-цур-зее (10 квітня 1909)
- Лейтенант-цур-зее (27 вересня 1911)
- Оберлейтенант-цур-зее (19 вересня 1914)

## Нагороди
- Рятувальна медаль
- Залізний хрест 2-го класу